# Giura bernese

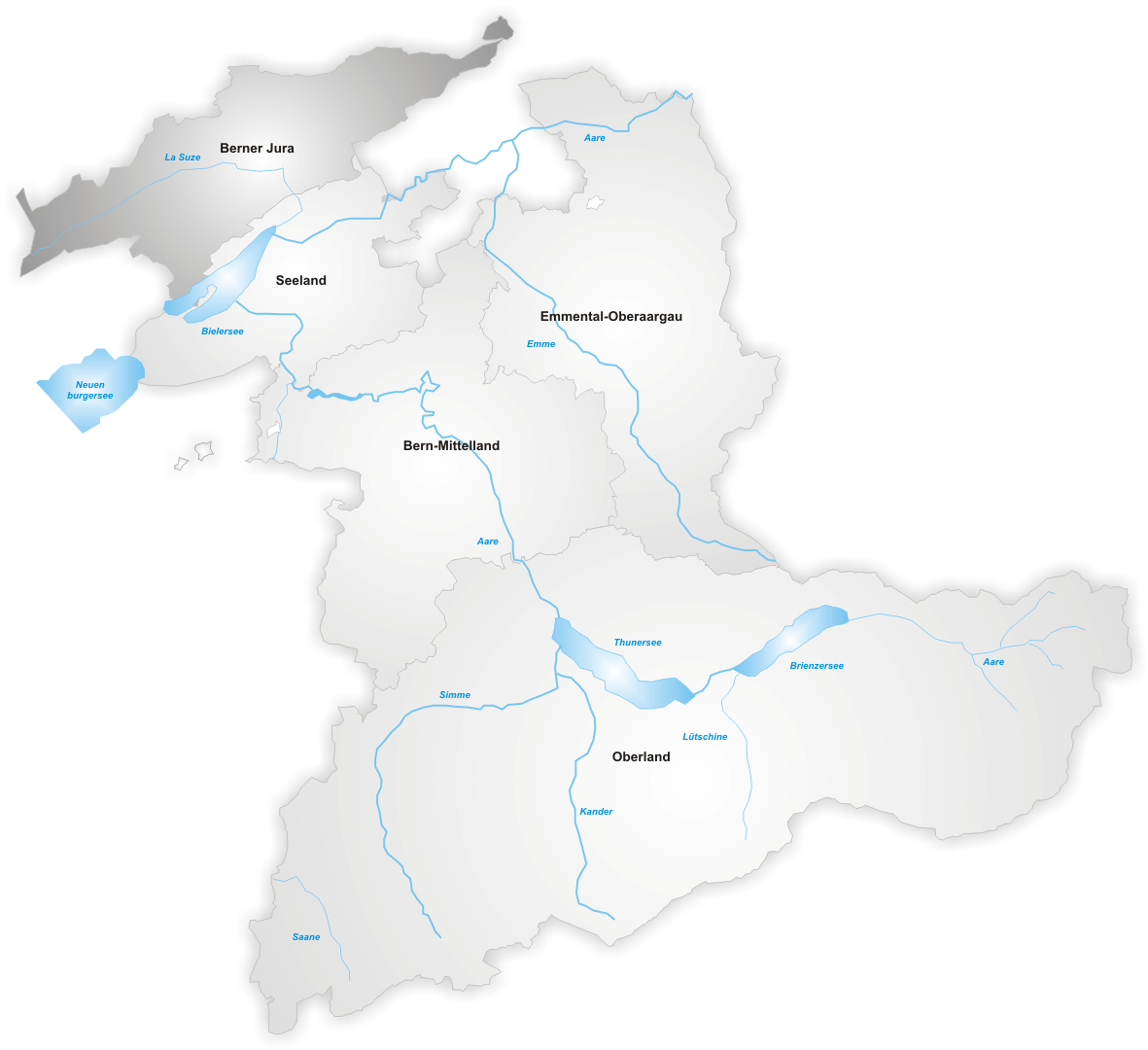
Carta del canton Berna che evidenzia in grigio scuro il Giura bernese

Il Giura bernese (in francese Jura bernois; in tedesco Berner Jura) è una regione storica del canton Berna, in Svizzera. Storicamente l'espressione "Giura bernese" designava i territori del principato vescovile di Basilea annessi al canton Berna nel 1815, per poi successivamente indicare i tre distretti francofoni di Courtelary, La Neuveville e Moutier. L'identità francofona della regione è stata storicamente al centro di tensioni tra le comunità locali e le autorità cantonali prevalentemente svizzera tedesca, nell'ambito della cosiddetta "questione giurassiana"; il culmine delle tensioni si raggiunse negli anni 1970, quando una serie di referendum approvò la secessione di tre distretti bernesi francofoni a maggioranza cattolica, che andarono a costituire il canton Giura, mentre l'attuale Giura bernese, a maggioranza protestante, rimase a far parte del canton Berna. Dal punto di vista amministrativo i tre distretti hanno costituito la Regione del Giura Bernese e l'omonimo circondario.

## Geografia
Il Giura bernese è situato all'estremità nord del cantone, confina con il canton Neuchâtel a ovest, con il canton Giura e il canton Soletta a nord. È composto da tre distretti: Courtelary, La Neuveville e Moutier). Il Giura bernese si estende a sud fino al lago di Bienna, nel Seeland. La frontiera settentrionale del Giura bernese è stata definita dalla procedura costituzionale organizzata dal canton Berna per risolvere la questione giurassiana.

## Società
La popolazione del Giura bernese contava nel 2004 51.405 persone abitanti alla quale si aggiungono circa 25.000 bernesi francofoni del distretto di Bienna e dei dintorni. A maggioranza francofona, la regione ospita due enclavi germanofone: Mont-Tramelan e Rebévelier, costituite da immigrati mennoniti giunti dall'Emmental nel XVII secolo. Tradizionalmente la popolazione locale parlava un continuum dialettale tra la lingua francoprovenzale e la lingua francoconteese; i dialetti locali vennero sostituiti dal francese a partire dal XIX secolo. La regione è tradizionalmente protestante e vi è una forte concentrazione di evangelici, in particolare a Tramelan.

## Economia
Il Giura bernese è il centro dell'industria di precisione in Europa e nel mondo. In questa regione operano più di 100 piccole e medie imprese dell'industria di precisione, tra cui spiccano anche nomi famosi come Longines, Sonceboz, Precimed, Swissmetal e Tornos. La fiera internazionale dell'industria di precisione SIAMS, che si tiene con cadenza biennale nel Giura bernese, richiama espositori da tutta l'Europa. L'orologeria è anche un settore molto sviluppato e bene impiantato nel Giura bernese.

## Politica
Il Gran Consiglio bernese è composto da 160 deputati dal 2006. Bisogna notare che 12 seggi sono garantiti al Giura bernese dalla costituzione cantonale, come 3 seggi per la popolazione francofona del distretto bilingue di Bienna. Il Giura bernese e la popolazione francofona del distretto di Bienna dispongono di uno statuto particolare che mira a promuovere la cultura francofona di queste regioni e a rinforzare la loro partecipazione politica nel Canton Berna.
Il potere esecutivo del Canton Berna è detenuto dal Consiglio esecutivo, equivalente del Consiglio di Stato. È composto da 7 membri (i consiglieri di stato) eletti a suffragio maggioritario dal corpo elettorale, un seggio del Consiglio esecutivo è garantito dalla costituzione cantonale alla regione francofona del Giura bernese.